# Geração de 80
A Geração Literária de 80 ou Geração das Incertezas constitui a expressão de um fenómeno sociológico que tem lugar a partir de 1975, após a proclamação da independência de Angola e de alguns acontecimentos políticos nacionais e internacionais, tais como o associativismo estudantil e o XI Festival Internacional de Juventude e Estudantes, realizado na cidade de Havana, em 1978.No início da década de 80, essa experiência coletiva inspirou o surgimento da Brigada Jovem de Literatura de Luanda em Junho de 1980, a que se seguiu a constituição da Brigada Jovem de Literatura da Huíla, em Setembro do mesmo ano. Sucessivamente, surgiram outras Brigadas em diferentes cidades e províncias, tais como Huambo, Uíge e Kwanza Norte. Entre os factos dignos de relevo, importa referir a criação do Grupo Literário Ohandanji em Abril de 1984, na sequência das reflexões sobre a necessidade de ruturas estéticas e literárias. Para alguns escritores e críticos literários dessa geração tratou-se apenas de um processo sociológico de afirmação geracional. Certos especialistas estrangeiros consideravam que tais factos configuravam a existência de um movimento literário angolano.

## Enquadramento
Na  periodologia literária  angolana da segunda metade do  século XX, registam-se  cinco gerações de escritores:
a)    Geração  de  40 (Geração da  Mensagem)
b)   Geração  de 50 (Geração  da  Cultura)
c)    Geração de 60 (Geração da Guerrilha)
d)   Geração de  70 (Geração  do  Silêncio)
e)    Geração  de  80 (Geração das Incertezas)
As  quatro primeiras  gerações literárias, ao contrário  da última,  emergem  no contexto  da situação  colonial. Todavia, o  período que  tem  início com  a  independência traduz, por  si   só, uma rutura, podendo denominar-se  como período  pós-independência.
Tal  período há-de  ter  na Geração Literária de  80 os expoentes  das  respetivas manifestações  literárias. Por isso, a análise da história de uma geração literária implica a delimitação do segmento de tempo em que se afirma, interessando  referir  as idades dos seus membros  ou suas datas  de nascimento, exatamente porque ela  constitui um  grupo que apresenta um certo tipo de  caraterísticas. A  proximidade etária  tem  grande  importância  para  compreender as   suas  atitudes,  tendências ou preferências estéticas e criativas.  Grande  parte destes autores  nasceram  no período compreendido  entre 1955  e  1965, durante o  qual   ocorreram factos   de  relevância histórica  e  sociológica. É  o período das  independências  políticas em África  e  da continuação  das   resistências   contra o  colonialismo, através da  luta armada, como  são os  casos de  Angola, Guiné-Bissau, Moçambique.
Nas  décadas de  50  e  60, Angola foi  sacudida  por uma    forte  onda  de rebeliões que  assinalam  o início  da  guerra de  guerrilha no âmbito da luta pela independência. Como consequência disso, o poder colonial empreende ações reformistas. Desde a legislação sobre o chamado trabalho indígena, numa tentativa de suprimir a prática da discriminação racial, passando pela instauração de um sistema de ensino que se pretendia multirracial, indo desde a criação dos Estudos Gerais Universitários até à ocorrência de fenómenos de mobilidade e  social de  uma certa  camada de  negros  com a  sua  integração no  funcionalismo  público e em outros  empregos que  conferiam maior  estatuto social.
A geração literária de 70 é um prolongamento natural da anterior, já que não se registam ocorrem importantes soluções de continuidade. Observa-se ainda entre alguns dos seus membros a predominância da atitude ética relativamente aos imperativos de ordem estética e literária da sua época. Esta geração representa o espírito da época de transição para o período que se segue à descolonização.
Apesar das experiências de heróis e mártires, igualmente vividas pelas duas gerações imediatamente anteriores, não me parece que elas e a sua escrita se tenham constituído em modelo de superação para a geração literária de 80. Há uma descontinuidade observável na escrita de ficção e nos padrões estéticos, provocada pela exacerbação de temas literários marcados, de certo modo, por uma ideologia política oficial e sua introdução nos manuais escolares. Mas tal constatação só faz sentido se a associarmos ao facto de, à data da independência, os liceus e os três centros universitários existentes serem frequentados por um número de jovens angolanos, até aí nunca visto. Os referidos centros universitários encontravam-se situados em três cidades importantes de  Angola, nomeadamente, Luanda, Huambo e Lubango. Para um país que saía das malhas de um colonialismo atroz, essa população estudantil não deixava de representar uma justificada expectativa. É que a política educacional portuguesa para Angola colonial sofrera um profundo abalo a partir de 1960. A filosofia que subjaz a tais modificações da política colonial assentava ainda no assimilacionismo.
De acordo com as estatísticas da época, de uma taxa de matrícula inferior a Moçambique no início das reformas, a população escolar angolana do ensino liceal, por exemplo, passaria a 10.779, um número superior ao de Moçambique, que era de 10.524. No ensino universitário, o efetivo angolano, com 1.557 era igualmente superior ao de Moçambique, registando apenas 1.145.
Durante a segunda metade dos anos 70 uma boa parte dos membros da geração literária de 80 frequentava os Liceus, as Escolas Comerciais e Industriais e a Universidade, cujos currículos obedeciam aos cânones literários portugueses. Por circunstâncias várias, alguns deles cedo tomaram contacto com textos de autores angolanos e tendências literárias de pendor autonomista.
Com a independência política de Angola em Novembro de 1975, é fundada no mesmo ano a União dos Escritores Angolanos cuja proclamação é feita sob os auspícios da «vinculação da criação literária ao processo revolucionário». Este compromisso com o «processo revolucionário» dá lugar a uma orientação ideológica das manifestações literárias e, por conseguinte, à vigilância ideológica e controle de livros e publicações a introduzir no mercado. De tal modo que o mercado do livro passou a ser dominado, durante algum tempo, pela literatura dos países socialistas, tendo sido banida a literatura e autores de países chamados capitalistas.

## Dinâmicas sociológicas
As dinâmicas políticas da sociedade angolana no período que vai da segunda metade dos anos 70 aos anos 80, dão lugar a alguns dos mais importantes factos da história política:
- O processo de descolonização;

- A mobilização geral de jovens para as forças armadas à luz da palavra de ordem «resistência popular generalizada»;

- As manifestações da Guerra Fria no território angolano e consequentemente a eclosão da guerra e as invasões sul-africanas;

- A proclamação da independência e fundação da República Popular de Angola pelo MPLA na capital do país em Novembro de 1975;

- As repercussões dos acontecimentos do 27 de Maio de 1977 (a tentativa de golpe de Estado e a repressão que se lhe seguiu, tendo as vítimas sido maioritariamente jovens);

- A constituição do MPLA-Partido do Trabalho, a única organização partidária do sistema político angolano.

Predomina neste contexto uma orientação ideológica sobre o Estado e outras organizações sociais, influenciando poderosamente o pensamento e o comportamento dos indivíduos, entre os quais jovens estudantes e trabalhadores.

## Caracterização
Do ponto de vista histórico-literário, três factos relevantes são assinaláveis:
- A atividade editorial da União dos Escritores Angolanos dá lugar a um boom de obras literárias que não tinham sido editadas em Angola no período colonial, alguns dos seus autores tinham sido presos presos políticos durante o período   colonial;

- A introdução da literatura angolana nos currículos da disciplina de língua portuguesa e nos cursos de letras na Faculdade de Letras do Lubango;
- Dois discursos proferidos pelo poeta e Presidente da República Popular de Angola Agostinho Neto em que defende «o mais alargado debate de ideias» na tomada de posse do corpo dirigente da União dos Escritores Angolanos, em 8 de Janeiro de 1979, afirmando que era «necessário o mais alargado possível debate de ideias, o mais amplo possível movimento de investigação, dinamização e apresentação pública de todas as formas culturais existentes no País, sem quaisquer preconceitos de carácter artístico ou linguístico ». Por outro lado, deve ser igualmente referido o discurso proferido na sessão de encerramento da VI Conferência dos Escritores Afro-Asiáticos, realizada em Luanda, em 3 de Julho de 1979. Digno de assinalar foi a afirmação segundo a qual «persistir na ideia do debate é sempre acertado, porquanto os homens têm a necessidade de  exprimir, para  não assumira a  mentalidade burocrática  que rapidamente se torna caduca e não é capaz de  acompanhar o desenvolvimento da sociedade humana».